# Décès en 1112
Décès
- 1108
- 1109
- 1110
- 1111
- 1112
- 1113
- 1114
- 1115
- 1116

Cette page dresse une liste de personnalités mortes au cours de l'année 1112 :
- 24 janvier : Pons de Tournon, évêque du Puy-en-Velay.
- 15 mars : Luitpold de Znojmo, corégent de Moravie.
- 6 avril : Gibelin de Sabran, archevêque d’Arles (1180-1112) et patriarche de Jérusalem (1108-1112).
- 21 avril : Bertrand de Saint-Gilles, comte de Toulouse et de Tripoli[1].
- 25 avril : Gaudry (évêque de Laon).
- 13 mai : Ulrich II de Weimar-Orlamünde, margrave d'Istrie puis margrave de Carniole.
- 5 octobre : Sigebert de Gembloux, écrivain latin d'origine belge.
- 1er novembre : Henri de Bourgogne, comte de Portugal.
- 5, 11 ou 12 décembre[2] : Tancrède, régent d'Antioche.

- Arnau Ramon de Pallars Jussà (en), comte de Pallars Jussà.
- Benoit (évêque d'Aleth).
- Bénédicte de Cagliari (en), évêque de Dolia (en) (Sardaigne).
- Bertrand de Toulouse, ou Bertrand de Tripoli, comte de Toulouse, de Rouergue, d’Agen, d’Albi et du Quercy, marquis de Gothie et de Provence, duc de Narbonne et comte de Tripoli.
- Constantin Humbertopoulos, général byzantin.
- Dharanindra Varman Ier, roi de l'Empire khmer.
- Eudes de Saint-Maur, copiste, écolâtre et chroniqueur français.
- Georges II de Géorgie, roi de Géorgie.
- Gilbert Fitz Osbern, évêque d’Évreux.
- Hugues Ier du Puiset-Jaffa, seigneur du Puiset (sous le nom d’Hugues II) puis comte de Jaffa.
- Robert, cardinal français.
- Samson de Worcester, évêque de Worcester.
- Su Zhe, penseur, politicien, classiciste et homme de lettres chinois.

date incertaine (vers 1112)
- Albéric de Vere, noble, probablement anglo-breton, installé en Angleterre après la conquête normande de l'Angleterre (1066-69). Il est un petit vassal direct du roi d'Angleterre Guillaume le Conquérant, mais aussi un vassal de l'évêque de Coutances Geoffroy de Montbray et d’Alain le Roux.
- Eustace de Montaut (en), soldat puis baron normand.

## Crédit d'auteurs
- Cet article est partiellement ou en totalité issu de l'article intitulé « 1112 » (voir la liste des auteurs).